# 叶连娜·季米娜
叶连娜·维亚切斯拉沃夫娜·季米娜（俄语：Елена Вячеславовна Тимина，1969年5月8日—），苏联、俄罗斯、荷兰女子乒乓球运动员。她先后代表独联体、俄罗斯、荷兰参加1992年、1996年、2008年和2012年夏季奥林匹克运动会乒乓球比赛。